# Kambove
Kambove este un oraș în  provincia Katanga, Republica Democrată Congo. În 2012 avea o populație de 78 262 de locuitori, iar în 2004 avea 57 693.